# Андреєва Софія Денисівна
Софія Андреєва (рос. Софья Денисовна Андреева; нар. 2 серпня 1998) — російська плавчиня.
Учасниця Олімпійських Ігор 2016 року.